# Крадљивац времена
Крадљивац времена (енгл. Thief of Time), 26. роман серије о Дисксвету британског писца Тери Прачета.

## Тема
На Дисксвету, време је сировина којом се мора управљати. То је посао историјских монаха, који га складиште, пумпају из подручја где се расипа (рецимо, под морем - за шта бакалару треба толико времена?) и сипају га на места попут метропола, где никада нема довољно времена. Сада се, међутим, гради први заиста тачан часовник на свету, и тако за Лу Цеа и његовог шегрта Лобсанга Лудита почиње трка против времена, јер ће сат зауставити време. А то ће бити само почетак свих проблема. У роману „Крадљивац времена“ глуме хероји и зликовци, јетији, стручњаци за борилачке вештине и Рони, пети јахач Апокалипсе (који их је напустио пре него што су се прочули).